# Philip Kelland
Philip Kelland (17 de octubre de 1808 - 8 de mayo de 1879) fue un matemático inglés. Fue conocido principalmente por su papel en el desarrollo de la educación en Escocia.

## Biografía
Kelland nació en 1808, hijo de Philip Kelland (fallecido en 1847), reverendo de la localidad Dunster, en Somerset, Inglaterra. Comenzó sus estudios en Sherborne y se graduó en el Queens' College de Cambridge, donde fue instruido personalmente por el matemático inglés William Hopkins; se graduó en 1834 como wrangler senior y fue galardonado con el Premio Smith. También fue ordenado en la Iglesia de Inglaterra. De 1834 a 1838, fue miembro del Queens' College de Cambridge.
Los primeros trabajos de investigación de Kelland, realizados en la Universidad de Cambridge, fueron influenciados por los matemáticos franceses Joseph Fourier y Augustin Louis Cauchy. Sus investigaciones fueron plasmadas en su Teoría del calor (1837, 1842) y en algunos artículos. Sin embargo, estas resultaron no estar basadas en principios sólidos.
En total, Kelland publicó cerca de 28 artículos, principalmente tratando temas como el calor, la luz y las ondas de agua, todos ellos recogidos en el Royal Society Catalogue of Scientific Papers. Su trabajo teórico sobre las ondas de agua (1840, 1844), publicado en Transactions of the Royal Society of Edinburgh, trató de explicar los experimentos de John Scott Russell que entonces se estaban llevando a cabo cerca de Edimburgo. Aunque este trabajo fue defectuoso en algunos aspectos, anticipó algunos de los resultados obtenidos más tarde por George Biddell Airy y George Gabriel Stokes.
Philip Kelland fue nombrado profesor de matemáticas en la Universidad de Edimburgo en 1838, sucediendo al matemático escocés William Wallace. Se convirtió en el primer matemático nacido en Inglaterra y educado íntegramente en Inglaterra en ocupar dicha cátedra.
En este período, Kelland escribió varios artículos analíticos sobre Diferenciación general en 1839 y ecuaciones diferenciales en 1853. Publicó su Theory of Parallels que describe una versión de geometría no euclidiana. Asimismo, escribió múltiples libros de matemáticas y editó obras del matemático John Playfair y del polímata Thomas Young.
Ese mismo año fue elegido miembro de la Royal Society en 1838 y miembro de la Royal Society de Edimburgo en 1839. Se desempeñó como secretario del organismo entre 1843 y 1844, vicepresidente entre 1857 y 1877 y presidente entre 1878 y 1879. También fue premiado con la Medalla Keith en la edición de 1849–51.
Kelland se unió al físico escocés James David Forbes para apoyar las reformas del sistema universitario escocés. Fue un destacado reformador de la educación universitaria en Escocia, ganándose el respeto de sus colegas y siendo muy apreciado como profesor de matemáticas. Vivió sus últimos años en el número 20 de Clarendon Crescent, en el oeste de Edimburgo. Kelland está enterrado en el cementerio de Warriston, en el norte de la ciudad.